# Pequeño icosicosidodecaedro romo
En geometría, el pequeño icosicosidodecaedro romo  es un poliedro uniforme estrellado, indexado como U32. Tiene 112 caras (100 triángulos y 12 pentagramas), 180 aristas y 60 vértices. Su núcleo de estelación es un pentaquis dodecaedro truncado. También se le llama icosaedro holorromo, ß{3,5}.
Las 40 caras triangulares que proceden del achatado están dispuestas en 20 pares coplanares, integradas en hexágonos con forma de estrella que no son del todo regulares. A diferencia de la mayoría de los poliedros romos, tiene simetrías de reflexión.

## Envolvente convexa
Su envolvente convexa es un icosaedro truncado no uniforme.
| Icosaedro truncado (caras regulares) | Envolvente convexa (hexágonos isogonales) | Pequeño icosicosidodecaedro romo |

## Coordenadas cartesianas
Las coordenadas cartesianas de los vértices de un pequeño icosicosidodecaedro romo son todas las permutaciones pares de
(±(1-ϕ+α), 0, ±(3+ϕα))
(±(ϕ-1+α), ±2, ±(2ϕ-1+ϕα))
(±(ϕ+1+α), ±2(ϕ-1), ±(1+ϕα))
donde ϕ = (1+√5)/2 es el número áureo y α = √3ϕ−2.